# 최일구
최일구(崔一九, 1960년 11월 20일 ~ )는 대한민국의 프리랜서 방송인 겸 가수이자 전직 뉴스 보도 기자 출신이며, 전직 문화방송 주말 《MBC 뉴스데스크》의 뉴스 앵커였고 MBC 퇴사 후 잠시 더불어민주당 당무위원 등을 지냈다. 그리고 트로트 가수로도 활동하였다.

## 주요 이력
- 그는 경기도 안성군 삼죽면 출생으로 대성고등학교 졸업을 거쳐 경희대학교 국어국문학과에서 학사 학위 취득한 후 1985년 문화방송에 이전 하여 바뀌고 입사 하여 보도국 사회부 기자로 활동하는 것을 시작으로 경제부, 정치부, 정보과학부 기자, 스포츠취재팀 팀장 등 오랜 기간 방송 기자로 활동하면서 국세청, 관세청, 총리실 등 여러 정부 부처에 출입했다.

- 이후 2003년 10월 11일에서 2005년 3월 13일까지 《MBC 뉴스데스크》의 주말 진행을 담당하였으며, 출연을 종료 한 뒤에는 MBC 뉴스의 홈페이지인 《아이엠뉴스》의 코너《그 뉴스》에서 1987년부터 보관되어 온 MBC 《뉴스데스크》의 방송 영상 자료를 3 ~ 8분으로 재편집하여 투고하기 시작했다.[1]

- 이를 계기로 2007년 4월 9일에 아이엠뉴스의 홈페이지 개편 때부터는 1987년 2월 3일자 뉴스부터 약 7300일 분량의 뉴스를 전격 제공하는 '20년 뉴스'의 서비스를 본격적으로 시작하였다.

- MBC의 프로그램 가을 개편에 따라 2010년 11월 6일부터 2012년 2월 19일까지 《MBC 뉴스데스크》의 주말 진행을 했으며, 이후 MBC 보도본부 차장대우를 거쳐 MBC 보도국 부국장으로 재직하다가 MBC 파업에 동참해 보직을 사퇴했다가, 2013년 2월 퇴사하였다.

- 앵커로 뉴스를 진행하는 중 독특한 멘트를 종종 하면서 '최일구 어록'으로도 유명하다.

- 가수 겸 뮤지컬배우 유열 前 교수와는 서울 대성고등학교 동창이고 정치가 윤도한 前 청와대 대통령 비서실 국민소통수석비서관과는 MBC 시절 입사 동기이다.

## 생애

### 어린시절과 학창시절
- 최일구는 1960년 아버지 어머니 3남매 중 둘째로 태어났다.
- 어린 시절 그는 여동생, 친형과 마찬가지로 어린 시절 내성적인 아이였다.
- 고향인 경기도 안성에서 수탉에게 쫓겨서 도망갈 정도로 숫기없는 애였다.[2] 초등학교때 선생님을 하던 아버지를 따라 1968년 서울로 전학을 온 최일구. 당시 경부고속도로가 없던 시절이었으나 버스를 타고 한나절만에 서울에 도착했다는 일화는 유명하다.
- 처음으로 네온사인을 보면서 놀라기도 했던 그였으나 다음날 가족 모두 연탄가스에 중독이 되어 호된 신고식을 치렀다고 전해진다.[3]
- 그리고 얼마 후 다시 아파트로 이사를 가게 됐는데, 그것이 1970년에 부실공사로 무너진 와우아파트였다.
- 곳곳에 균열이 발생하여 최일구는 불안한 가운데 이사온 내내 잠을 설쳐야만 했다.
- 그 후 기자생활을 하면서도 부실공사 사건마다 크게 분노한 사람이 바로 최일구였다.[4] 한편 효심이 지극했던 아버지는 부모님을 돕기 위해 최일구를 두고 종종 시골로 내려갔고 최일구는 서울에서 지내야만 했다.
- 전화가 없던 시절이라 최일구는 부모님과 소통하기 위해 신문에 편지를 써서 부모님께 부치기도 했다.[5]
- 최일구는 어렸을 때 가수 아니면 작가, 기자가 되고 싶었다고 한다.
- 모 잡지에서 펜팔을 주고받는 시스템을 통해 최일구는 '장래희망 대통령, 취미 모터사이클' 이라고 적어놓자 여학생들의 편지가 쇄도하기도 했다.
- 그러나 펜팔 주소를 잘못 써 아버지에게 펜팔이 들어가는 실수를 저지르고 혼난 이후로 펜팔은 하려야 할 수가 없었다.[6] 가수가 되고 싶은 열망이 강렬했으나 고등학교 3학년 대입시험 후 노래를 직접 만들어보자는 생각을 갖고 적어놓은 <로케트를 녹여라>는 힘들었던 고3 생활과 혼란스러웠던 정치 상황에 대한 안타까움을 담아 '로케트를 타고 태양에 가서 우리 사는 모습을 보자, 싸우지들 말자'는 내용으로 적었다고 한다.[7] 당시 멜로디 없이 가사만 남아있었으나 본격적으로 녹음을 하기 위해 쌍문동 스튜디오에서 컴퓨터로 곡을 만들고 노래를 더빙한 일화는 유명하다. 대학교에 들어간 후, 신입생 장기자랑이 있었는데 당시 학도 호국단(총학생회) 주최로 예심을 받고 <로케트를 녹여라>를 불러 대상을 수상해 많은 친구들을 사귀는 계기를 만들었다.[8] 그 후 컬러링 등 음원 수입이 꽤 좋다는 이야기를 들은 최일구는 결국 2006년 음원저작권협회에 음원을 등록했다.[9]

고등학교 시절 최일구는 머리를 짧게 자른 후 도시락을 2개씩 싸서 다니며 열심히 공부했으나 가슴 통증으로 병원에 가보니 허파에 물이 차 있는 늑막염 진단을 받고 공부를 하지 말라는 의사의 조언을 받아 휴학계를 내고 여름을 보냈다. 다행히 건강이 회복되어 다시 대입 공부를 시작했다. 물리·화학·수학은 포기하고 국어·영어만 집중적으로 공략해 경희대학교 국어국문학과에 입학했다. 대학생이 된 최일구는 2년간 무조건 놀고 군대를 갔다 온 후 남은 대학교 2년간 언론사 입사 공부를 하자는 전략을 세워, 다행히 성공한 케이스라고 할 수 있다.

### 기자
- 방송기자는 말도 잘해야 하고 영어도 잘해야 했기 때문에 할 수 없을 것이라 생각하여 신문사 입사 계획을 세웠다.
- 그러나 모든 신문사 입사에 실패하고 마지막으로 MBC 입사에 성공했다.
- 훗날 최일구는 자신을 25년간 먹여 살려준 MBC에 감사한다고 말했다고 전해진다.[10]

- 1985년 기자로 MBC에 이전 하여 바뀌고 수습기자로 입사하여 4년간 경찰서 출입기자로 활동했다.[11] 최일구의 고향에서 내내 잔치를 벌일 정도로 기대가 컸으며 최일구 자신도 꿈을 이뤘다는 것에 대견해했다.
- 그러나 경찰서 출입기자 생활은 쉽지 않았다.

- 1985년 최일구는 1960년생 동갑내기 아내와 결혼하여 슬하에 2남 1녀를 두었다.

- 몸으로 때워야 하는 일이 많았던 탓에 군대보다 힘들다고 생각했다.

- 경찰기자는 새벽 4시에 일어나 6시에 상황보고를 해야 할 정도로 무시무시했다.[12] 특종 취재 경쟁이 특히 심한것은 야간이었다. 언론사들은 각각 취재 차량으로 이동하는데 한 차량이 중간에 없어지면 경쟁사 기자들이 특종 취재를 간 걸로 생각하고 긴장하기도 했다. 최일구는 단독 특종 보도를 할 때가 가장 기분이 좋다고 말했었다.[13] 그러나 아깝게 특종을 놓친 경우도 있었는데 대표적으로 김만철 일가 탈북 사건이었다. 당시 정부는 보호 처소를 마련해 두었고 기자들은 김만철 가족이 어디서 묵는지를 취재하기 위해 경쟁을 벌였다. 타사보다 확실한 영상을 확보했다는 승리감에 도취한 최일구는 그러나 경쟁 방송사에 김만철의 누나가 스튜디오에 앉아있는 것을 보고 기겁했다. 알고보니 서울에 김만철의 누나가 생존해 있던 것이었다. 제보자는 MBC에 먼저 전화를 해 "김만철 누나 생존해 있다"고 제보했으나 MBC 직원은 장난으로 생각하고 끊어버려 특종을 놓친 것이었다. 최일구는 당시 보도가 가장 안타깝다고 말했다.[14]

최일구는 이후 《MBC 뉴스데스크》 카메라 출동으로 활동했고, 1992년 한국 방송사상 최초로 서울 야경을 취재하기도 했다. 그리고 1994년 2월에 시작한 2580 초창기 기자로도 활동했다. 대표적인 보도로 충남 보령 서해 앞바다 식인 상어 취재가 있다. 식인 상어가 출몰했다는 제보를 받고 내려갔는데 상부에서 상어를 잡으라는 지시가 내려와 보령의 전문 잠수부 연합을 섭외하고 수중카메라까지 동원했다. 상어를 유인하기 위해 돼지피를 이용했으나 끝내 식인상어는 출몰하지 않았고 근처 어민들을 취재하고 수중취재를 하는데 그쳤으나 29.5%의 시청률을 올리며 인기를 끌었다.
가장 위험했던 취재는 1987년 6월 항쟁이었다. 사건 기자였던 최일구는 대통령을 직선으로 뽑아보자는 국민들의 민주화 요구에 주목했다. 특히 1987년 6월 10일 오후 6시에 모든 차량들이 경적을 울리는 시위도 횡행했다. 최루탄 공방이 오가던 중 대다수 시위대가 명동성당으로 피해 장기 농성에 들어갔다가 열흘쯤 지나 해산하는 날, 모든 취재를 마쳤음에도 제대로 보도가 안될 정도로 언론 통제가 심했고 최일구는 이에 대해 부끄럽다고 뇌까렸다. 차량이 훼손되어 취재에 어려움을 겪기도 하였다.
최일구가 취재한 내용중에 가장 영향력이 컸던 보도는 1996년 당산철교 부실공사 보도였다. 성수대교 붕괴 사고 이후 당산철교가 문제가 있다는 내용이 많이 보도가 되었으나 최일구는 비파괴 검사를 해보기로 계획하고 밤에 다리에 올라가 무려 100군데 넘게 균열이 발생한 것을 확인했다. 이후 언론사들의 후속 취재가 이어졌고 재공사에 착수하게 되는 결실을 맺었다는 일화는 유명하다.

### 앵커
최일구는 기자 생활을 하면서도 앵커를 꿈꿨다. 기자가 방송을 하다보면 리포팅을 하거나 중계할 때 잘하는지 못하는지 평판이 쌓이게 되며 그것이 나중에 앵커 오디션에서 긍정적인 점수를 받게 되어 앵커가 된다. 최일구는 목소리가 좋은 앵커가 좋은 앵커라고 말한다. 2003년 사회부에서 사건 데스크를 하고 있던 최일구에게 보도국장이 주말 앵커를 제안하고 오디션을 거쳐 2003년 10월 11일부터 2004년 10월 3일까지 최윤영 아나운서와 함께 주말 《뉴스데스크》 앵커를 맡았고, 2004년 10월 9일부터 2005년 3월 13일까지 박혜진 아나운서와 함께 주말 《뉴스데스크》앵커를 맡았다. 최일구는 자신의 목소리가 별로라고 생각하는데 다른 사람들은 신뢰가 가는 목소리라는 말을 많이 했다고 말했다. 그러나 앵커가 되어 첫 뉴스를 진행하는 날부터 노무현 전 대통령이 재신임을 묻겠다는 선언을 하면서 한 시간 특집으로 진행되어 최일구는 크게 긴장했다. 9시 정각이 되면 카메라에 빨간불이 들어오며 방송이 시작되는데 이 불이 제대로 보이지가 않아 제때 시작을 못하거나 말을 수시로 더듬는 등 실수를 저질렀다. 2005년까지 앵커를 하다가 다시 보도국들로 들어가서 생활하던 중 2010년 11월 6일부터 2011년 4월 3일까지 배현진 아나운서와 함께 진행했고, 2011년 4월 9일부터 2012년 1월 22일까지 문지애 아나운서와 함께 진행했고, 2012년 2월까지 다시 주말 《뉴스데스크》 진행을 맡았다. 주말 《뉴스데스크》에서는 최일구가 직접 출동하여 현장 체험을 하고 인터뷰를 하는 코너도 마련했다.
최일구는 앵커 멘트에 대해 짧고, 쉽고, 공감이 되어야 한다고 생각한다. 또한 "CNN 뉴스처럼 좀 더 자유롭게 진행하고 싶다"라고 말하기도 했으며 뉴스가 딱딱하다고 느꼈던 최일구는 대화하는 것처럼 뉴스를 하면 어떨까 생각하여 "~군요"라는 독특한 말투와, 멘트를 탄생시켰고 '최일구 어록'이 나오기도 했다. 모든 멘트는 사전에 대본으로 만들어놓고 진행하며 애드리브는 하지 않는다. 여러 가지 어록에 대해 "너무 가볍지 않느냐", "장난하는 것 같다"는 지적을 받기도 했다. 뿐만 아니라 네티즌들 사이에서 그가 진행하는 뉴스데스크는 "예능데스크"라는 별명을 얻기도 했다.

### MBC 파업과 퇴사
- 2012년 2월 MBC 파업 직후 파업에 참여하기 위해 부국장 보직사퇴와 주말 MBC 뉴스데스크 앵커에서 자진 하차하였다.
- 파업 참여 이유로 정직 3개월의 징계를 받았고, 징계가 풀린 후 보직을 받지 못해 2012년 10월 MBC아카데미 교육발령을 받아 3개월 동안 교육을 받았고, 교육 종료후 교육발령이 3개월 연장되었다.
- MBC아카데미 교육을 받는 도중 2013년 2월 MBC에 사직서를 제출하고 퇴사를 하였다.

- 퇴사 직후 SNL 코리아 제작진의 적극적인 설득에 2013년 4월 tvN SNL 코리아 위켄드 업데이트 진행자로 방송에 복귀하였다. 하지만 tvN의 모기업 사주가 비리에 연루되어 사전 녹화된 '최일구의 끝장토론'이 불방되었고, 2013년 8월 SNL 코리아 위켄드 업데이트 진행자에서 하차하였다.

- 2017년 9월 2일부터 MBN 뉴스 8 주말 앵커로 5년 7개월만에 뉴스 앵커로 복귀했고(정아영 아나운서와 함께 진행), 2017년 10월 23일부터 TBS 교통방송의 가을철 프로그램 개편으로 TBS FM(수도권 FM 95.1MHz) 월~금 낮 2시6분~4시 토~일 낮 2시~4시까지 방송하는 허리케인 라디오를 진행하고 있다.

#### MBC 보도국 기자 근무 시절 당시 주요 어록
- 구미 현금차량 탈취 사건 속보입니다. 용의자는 치밀하게 범행을 준비했지만 허점이 많습니다. 얼굴까지 공개된 마당인데 이 보도 보고 나서 웬만하면 그냥 자수하시죠!
- 일제 시대 군 위안부 강제징집에 대해서 일본 정부는 정부가 개입한 게 아니라고 우겨왔습니다. 기록이 없었기 때문인데 드디어 그 공식문서를 찾아냈습니다. 일본 사람들 말이죠, 우길 걸 우겨야죠.
- MP3 플레이어 종주국 우리라는 거 다 아시죠? 그런데 우리 벤처기업의 독무대에 갑자기 최강자 애플이 신무기를 들고 나타났네요? 다윗 우리 벤처와 골리앗 애플의 싸움인데, 결국 우리가 이길겁니다.
- 돈을 주고 2천여명의 입당원서를 받은 정당인들이 구속되었습니다. 1억원을 뿌렸다는데, 그렇게 돈 선거를 하지말자고 했는데도 소용이 없군요.
- 오늘은 기름값 안 아꼈습니다.
- 모범택시 운전자들은 그러나 자신들의 수입이 개인택시보다 결코 많지 않다고 말하며, 영업이 안돼 울상인 이들은 지난달 말 끝난 93년분 종합소득세 자진신고에서 15만원에서 최고 30여 만원까지 평균 22만원의 세금을 부과 받았습니다.
- 생사람 잡기식 폭로전의 결과인데, 이제, 이런 관행 자제되어야 하지 않을까요?
- 일본은 우리나라보다 더 덥습니다. 그래서 지금 일본 거리가 난장판입니다. 툭 하면 싸움하고 술 취해 쓰러지고 일본 사람들 아마 더위 먹었나 봐요.
- 일부 관광버스 회사들이 운전기사들에게 임금을 한 푼도 안 주고 있어요? 대신 손님에게 팁을 알아서 챙겨서 살란 얘긴데, 이러다보니 버스에 노래방 설치하는 식의 탈법 행위가 조장되고, 승객 안전도 위협받고있습니다.
- 왜 보일러에 기름 떨어져서 배달시키면 양이 많나만 보지 않습니까? 그런데 요즘 폭발이나 화재 위험이 높은 가짜 등유가 많다는군요? 소비자들은 구별할 수가 없습니다. 당국의 단속이 시급합니다.
- KT가 정액 요금제라는걸 실시하죠? 그런데 가입자 동의 없이 실시해서 부당한 전화요금을 받은 경우가 많습니다. 명색이 국가기관 통신사업자인데 은근슬쩍 바가지나 씌우고 있군요.
- 수능 부정 사건을 보면서 어쩌다 우리 교육이 이렇게 되었을까? 안타까우시죠?
- 내년부터 각종 세금이 늘어난다니 걱정입니다. 가렴주구라고 나라가 세금을 많이 걷어서 백성을 들들 볶는다는 말이 맴도는 밤입니다.
- 내일 오후 2시 여의도 목장에 큰 싸움이 일어날 것 같습니다.
- 말 한마디로 천냥빚을 갚았군요.
- 카지노가 있는 강원랜드에 수백억원짜리 테마파크가 생겼군요? 그런데 이 놀이시설 공사비를 둘러싸고 숱한 의혹이 제기됩니다. 강원랜드는 공공부문의 51%의 주식을 갖고있는 업체인데 말이죠.
- 전에는 일단 분양만 받으면 아파트 값이 오르지 않았습니까? 그런데 그게 옛날 얘기가 되었군요.
- 영화 올드보이가 조금 전 끝난 대한민국 영화대상에서 다섯개 부문을 석권했습니다. 주인공 최민식 씨, 영화 속에서 군만두 참 많이 먹더니 오늘 남우주연상을 거머쥐었군요.
- 국정감사 때 정부기관이 국회의 각종 자료 제출하지 않습니까? 인쇄비만 40억이 넘어서 온라인 시스템을 설치했는데, 이거 쓰는 의원들이 별로 없다네요? 국회의원님들 월요일날 출근해서 사용법부터 반드시 배우시기 바랍니다. 경제도 어려운데, 인쇄비라도 건져야되는 거 아닙니까?
- 정부와 여당이 감세방안을 전격 발표하지 않았습니까? 당초엔 감세방안을 반대했다가 결국에는 찬성으로 바꾼거죠. 그래서 기자들이 왜 오락가락하냐고 물으면 속 시원하게 설명도 안 해준답니다.
- 북한 핵문제는 6자회담을 통한 대화로 풀어내야 합니다. 그런데 진전없이 표류할 가능성이 높아보인다는군요? 워싱턴 최명길 특파원이 명쾌한 해설로 6자회담을 전망해드립니다.
- 어제는 각종 세금 오른다고 했는데 오늘은 서민물가가 또 오른다는군요. 여의도 목장 목동들이 이런 일이 있다는 걸 알고나 있으면서 싸우는 지 모르겠습니다.
- 중국사람들 말이죠. 지금 2008년 올림픽 준비한다고 난리인데, 이웃인 우리를 장기판에 졸 취급하면서 인류화합 행사를 치르겠다니, 어이가 없군요!
- 지금까지는 법조계 의원 출신들이 반대해왔거든요? 글쎄, 17대 국회의원들은 잘 하겠다고 맹세했으니까 두고볼까요?
- 살면서 우리가 해야할 말은 "힘을 내세요."라는 말입니다. 그 말을 들으면 정말 힘이 납니다. 여러분! 정말 힘 내십시오!
- 지금 육지에서는 눈구경하기 어려운데 한라산은 온통 눈밭이라네요?
- 서해안 특산물인 꽃게는 맛이 좋아서 인기가 좋은데 비싼 게 흠이죠? 그래서 여러 차례 양식을 시도했지만 실패했는데, 국내 한 연구소가 양식장을 개발해서 성공단계에 이르렀습니다. 덕분에 꽃게 값도 싸졌으면 좋겠습니다.
- 이강철 청와대 시민 사회수석이 지율스님의 단식과 관련해 오늘 한마디 했습니다. 안타깝지만 국책사업이 이런 일로 자꾸 좌초되면 국민 세금이 낭비된다고 말이죠.
- 얼짱, 몸짱, 결국 외모에 대한 관심이 높은 것을 반영하는 말들이죠? 그런데 반대로, 얼굴이 꽝이라는 뜻의 얼꽝 사이트가 챙겼습니다. "못 생겨서 죄송합니다"라는 과거 우스갯 소리가 생각나는군요.
- 요즘 펜션이 유행아닙니까? 이 펜션 단지들이 수도권 식수원인 팔당호 주변을 위협하고 있습니다. 개발업자들이 편법으로 하다보니까 단속도 어렵구요. 해당 자치단체 공무원들께선 이 뉴스 보시고 내일 현장 살펴보셔야겠습니다.
- 설날 복조리 판매를 놓고 언짢은 일들이 벌어지고 있습니다. 불우이웃돕기나 장애인단체를 사칭해서 복조리를 비싸게 파는 것이 많거든요? 이건 복조리가 아니라 부조리죠!
- 훈련소 인분사건으로 군내 가혹행위까지 없애겠다는 대책 나오지 않았습니까? 그런데 가혹행위와 관련된 사병의 사망사건이 발생했습니다.
- 서울시 공무원들이 두 배나 많은 과태료를 걷은 사실을 보도해드렸죠? 이명박 서울시장은 즉시 반환하겠다고 밝혔습니다. 당연히 그래야죠. 전국의 다른 시장 군수님들도 과태료 더 걷은 것 없는 지 확인해보시기 바랍니다.
- 군대 안 가려고 수천만원씩 쓰는 젊은이들에게 하고 싶은 말입니다. 군생활, 물론 힘들죠? 그러나 건강해지고 돈으로 살 수 없는 인생경험을 할 수 있습니다.
- 가짜 복분자주를 제조 판매한 업체가 적발됐군요? 미국 블랙베리 원액을 섞은건데 예전에는 청와대에도 납품했답니다. 그러나 이젠 적발된만큼 이번 설에는 가짜 없겠죠?
- 5월부터 위변조가 불가능한 새 여권이 나옵니다. 그런데 여기에 다른 나라도 아니고 일본 기술이 사용됩니다. 정부 지원으로 신기술 인정을 받은 우리 기술도 있는데 말이죠? 외교부도 이유도 있겠지만 그래도 언뜻 이해는 안되는군요.
- 미국이름 케빈 나. 나상욱 선수가 오늘 큰 일을 해냈군요. 미국의 골프 영웅 필 니켈슨에 이어 2위를 차지했습니다.
- 억억 소리에, 억장이 무너지는 한 주였습니다.
- 미국에 한 번 입국하려면 왜 매우 까다롭지 않습니까? 그런데 한술 더떠 오는 5일부터는 입국 수석이 더 강화된다고 합니다. 이러자 브라질이 미국인들만 어렵게 입국하게 하는 맞대응 공항 검색에 나섰는데, 쌈바춤의 나라답다고 해야되나요?
- 왜 같은 나이라 해도 더 늙어보이는 경우가 있지 않습니까? (중략) 내일부터 운동 해야겠습니다.
- 가입하지 않았는데도 휴대전화 요금이 청구되는 경우가 있습니다. 판매점들이 이름을 훔쳐서 가입시키기 때문에 생기는 거거든요. 이동통신업체들 말이죠. 매일같이 황금알을 낳으면서도 배가 고픈 모양입니다.
- 다양한 재활용품 아이디어가 한 자리에 모였습니다. 낡은 우산과 도마도(토마토). 명인의 손길이 닿으면 새 물건으로 변합니다. 마이더스의 손이 부럽지 않군요.
- 자신이 쓴 글씨도 못 알아보고 있는 경우가 생기고 있다는 군요.
- 국회의원들 중에 부자들이 많더라구요. 근데 주식부자는 재경위에, 땅부자는 건교위에 소속되다 보니까 의정활동에 투명성 논란이 일고 있습니다. 재산 많은 게 잘못이라는 건 아닙니다.
- 여름과 공포영화는 찰떡궁합이죠? 이 공포영화를 보다 무섭게 볼 수 있는 감상법이 있답니다. 이 방법을 쓰면 아무리 배짱 좋아도 끝까지 보기 어렵다네요? 어떻게 하는 건지 김성욱 기사의 보도 함께 보시겠습니다.
- 국내 경기도 면세점같다면야 무슨 걱정이 있겠습니까?
- 우리나라에 세계적 희귀종인 고니 도룡농이 서식한다네요? 옛날 지역명칭을 쓴 이름으로 반가운 소식인데 문제는 서식지에 원전이 들어선다는 겁니다.
- 백사장이 사라지는 해수욕장들이 많습니다. 옹벽 때문에 모래가 쓸려나가고 있다는 거에요? 자연의 섭리를 콘크리트로 막은 결과인데 백사장 없는 해수욕장, 허무호 기자가 고발합니다.
- 한밤중 택시에서는 지폐식별이 어렵지 않습니까? 이걸 노리고 전직 택시기사가 만원권 위폐를 낸 뒤에 거스름돈을 챙기다 잡혔네요? 가뜩이나 택시기사들 영업 안돼서 울상인데 말이죠.
- 땡볕 더위에 차에 태우면 즉석 사우나 아닙니까?
- 더우니까 어릴 적에 매미 소리 들으면서 보물섬 읽던 생각납니다. 우리 어린이 여러분들 방학 중에 좋은 책 많이 읽으세요. 책을 읽는 건 꿈을 먹는겁니다.
- 쓰레기 버리는 장면을 촬영해 돈을 버는 일명 '쓰파라치'들에게만 작년에 200억원이 넘게 지급됐다네요? 그렇다고 불법 쓰레기가 줄은 것도 아니면서 쓰파라치만 횡재하는 빚 좋은 개살구같은 포상제도. 손질이 필요합니다.
- 일부 PC방, 노래방의 스프링클러가 천장 장식품이라면 어쩌죠? 불 나도 물이 나오지 않으면 먹통입니다.
- 국내 감기약처럼 지금 미국에서는 우울증 치료제 파동이 생겼네요? 이 우울증 치료제를 먹은 청소년들이 자살 충동을 두 배 이상 느낀다는겁니다.
- 정화조는 수십톤의 오폐수 압력을 견디도록 만들어야합니다. 그래서 유리 섬유를 써야하는데, 이물질을 섞는다네요? 땅 속에 묻힌다고 엉터리로 만들면 안되죠.
- 우리 해군은 최근 눈부신 성장 속에 국내 기술로 건조하게 될 꿈의 전함 이지스함도 보유하게 됩니다. 주변국보다는 그러나 아직 가난합니다. 이순신 장군도 어려운 형편 속에서 거북선 만드느라 고생하셨겠죠? 그래도 힘들여서 해군력을 키워놓은 덕에 왜군을 물리친 것 아닙니까? 신년기획 대형해군. 지금부터 이순신 제독의 후예들을 만나보시죠.
- 마침 이순신 장군도 뒤에서 대양해군 뉴스를 흐뭇하게 보셨을 겁니다.
- 세금도 안 내고 아파트를 투기하려 한다면 곤란하겠죠?
- 식중독은 여름철 불청객이죠? 이 식중독 균을 잡는 신물질이 개발됐습니다. 뿌리기만 하면 된다는데 어떤 것인지 한 번 보시죠.
- 고령화 사회에 맞춰서 건설업체들이 실버 아파트를 내놓고 있습니다. 그러나 다 5억, 8억 짜리들입니다. 그러니 뭐 서민들에게는 그림의 떡 아니겠습니까?
- 송전선로 건설을 위해서 환경평가를 했는데 야생동물이 없는 걸로 나왔거든요? 그런데 실제로 수달이 살고 있는 겁니다. 엉터리 평가들 때문에 수달들만 불쌍하게 되었습니다.
- 홍도는 빼어난 아름다움을 지니고 있어서 섬 자체가 천연기념물입니다. 그러나 지금의 홍도는 쓰레기와 오폐수로 오염되고 있습니다. 아직 가보지도 못했는데, 홍도가 울고 있습니다.
- 우리가 내놓은 전략이 남북공동대응이라는 거 잘 아시죠? 그러나 정작 북한은 항의도 못하고 있어서 이마저도 쉽지 않아 보입니다. 입만 열면 '주체'를 외치는 김정일 위원장이 이럴 때 한 마디 해야하는 거 아닙니까?
- 여성 접대부까지 고용해 양주도 팔면서 룸싸롱식 영업을 하는 불법 노래방들이 있습니다. 그런데도 어쩐 일인지 단속은 이뤄지지 않고 있습니다. 이유가 궁금하지 않으십니까? 오상우 기자의 보도를 보시면 알게됩니다.
- 네, 앞뒤가 다른 행정인 것 같습니다.
- 가게에서 손님에게 공짜로 비닐봉투 흔히 주지 않습니까? 그런데 일회용품 신고 포상금제가 시행된 이후에 사정이 달라지고 있습니다. 몇 푼 안되는 봉투 공짜로 줬다가 전문 신고꾼에게 줬다가 낭패를 보기 일쑵니다.
- 이제 피서도 끝나가고 내일은 말복입니다. 내일 한 번만 더 엎드리면 올해 폭염도 한 풀 꺾이겠죠?
- 전국에 경찰관들 고생 많이 하시는 건 알지만, 이런 불미스러운 일이 재발되어서는 안 됩니다.
- 네, 7호 태풍 민들레가 홀씨가 돼서 소멸됐습니다. 다음 태풍도 장미, 국화, 채송화 이렇게 꽃으로 이름지으면 중간에 없어지지 않을까요?”
- 안동의 이마댐 오염이 심각합니다. 온통 흙탕물이고 알루미늄도 함유되 있다는군요. 이러니 식수는커녕 공장가동에 필요한 물로도 맞지 않답니다.
- 영화감독, 소설가. 이런것들은 성인들의 몫이었죠? 이런 일에 10대 청소년들이 당차게 도전하고 있습니다. 공자님도 15살에 학문의 뜻을 두었다고 하지 않았습니까?
- 네, 이렇게 더울 때는 냉면이 최고 아니겠습니까? 그런데 일부 냉면집 육수에서 식중독균이 검출됐습니다.
- 그래도 저는 냉면 먹겠습니다.
- 항공기에 폭발물이 실려있다는 전화가 또왔습니다. 장난전화였는데요. 항공기 상대로 장난전화하면 큰일나니까 장난전화하지 마세요. 징역 3년입니다.
- 17대 당선자들은 오늘 하루 거리로 나가서 당선사례를 했습니다. 유권자들은 한결같이 깨끗하고 희망을 주는 정치 좀 해달라고 요구했습니다. 299명 당선자 여러분들, 제발 이제 싸우지 마세요. 머슴들이 싸움하면 그 집안 농사 누가 짓습니까?
- 네, ○○전자 압력밥솥이 최근 전국에서 펑펑 터지고 있지 않습니까? 문제의 제품 5000여대 이상이 아직도 전국의 부엌에서 밥을 짓고 있거든요. 폭발 사고 위험이 매우 높습니다. ○○ 밥솥 쓰시는 분들 지금 당장 모델 확인해서 빨리 바꾸시고 5만원도 받아가세요.
- 저는 이름이 숫자로 되어 있으니 만년 19세로 살아야겠습니다.
- 여의도 목장의 카우보이들이 목장 떠났다고 지난주에 말씀드렸잖습니까?
- 목동으로 취직시켜준 우리 국민들을 우습게 아는가보죠 뭐.
- 이순신 장군은 생전에 나라를 위한 일념 하나로 살았다고 합니다.
- 외신보니까 조총련은 설날 2천명의 북한 응원단에게 붉은 색 옷을 입게 한다고 그럽니다.
- 권순표 기자. 까르페디엠입니다.
- 저는 말레이곰에게 이런 말을 해주고 싶어요. 말레이곰 자꾸 도망가지 말레이~
- 청춘 여러분!!! 인생 뭐 있습니까? 전세 아니면 월세죠!!!
- 내일은 제가 "잘 못~듣겠는데요~"하는 심형래 씨를 인터뷰하러 갑니다.
- 인터넷 도박하다 짜고 치는 사기에 속아 거액을 잃은 사람들이 많습니다. 바보처럼 잃기만 한다고 피해자를 속칭 '짱구'로 부르는데요. 질 수밖에 없는 짱구들은 이러다가 노름에 중독되고 맙니다. '오징어는 말려도 짱구는 못말려'입니다.

최일구는 기자들 사이에서 선호도가 높은 정치부장이나 특파원같은 일명 엘리트 기자 코스를 다닌것도 아니었다. 하지만 최일구는 다른사람이 알아봐주지 않아도 자기 할 일을 최선을 다한다는 신념아래 일을 해왔다고 자부한다. 최일구는 은퇴 후 7080 세대들과 소통하며 지내고 싶다고 말했다.

## 주요 경력
- 1984년 1월 KBS 진주방송국 지역 아나운서 첫 데뷔 하였다.
- 1985년 : 문화방송 입사 이전 하여 바뀌고 데뷔
- 1985년 12월 : 문화방송 보도국 사회부 기자
- 1990년 : 문화방송 보도국 사회2부 기자
- 1997년 : 문화방송 보도국 경제부 기자, 노동조합 보도국 부위원장
- 1998년 : 문화방송 보도국 정치부 기자(총리실 출입 기자)
- 1999년 : 문화방송 보도국 정보과학부 IT 담당 차장
- 2003년 : 문화방송 보도국 사회1부 부장대우
- 2006년 : 문화방송 보도국 뉴미디어에디터
- 2010년 ~ 2012년 : 문화방송 보도제작국 부국장, 스포츠취재팀 팀장
- 2010년 : 《MBC 뉴스와 경제》 앵커
- 2003년 ~ 2005년(첫진행), 2010년 ~ 2012년(재진행) : 《MBC 뉴스데스크》 주말 앵커 (2번 이상 첫재진행 포함)
- 2013년 2월 8일 : MBC 보도국 퇴사(프리랜서 선언)
- 2013년 : tvN 《SNL 코리아》 ‘위켄드 업데이트’ 앵커
- 2016년 : TV조선 《B급 뉴스쇼 짠》 앵커
- 2017년 : 더불어민주당 미디어행정특보위원
- 2017년 9월 2일 ~ 2022년 6월 5일 : 《MBN 뉴스 8》(현 MBN 뉴스 7) 주말 앵커
- 2017년 10월 23일 ~ 2024년 3월 17일 : TBS 교통방송 《최일구의 허리케인 라디오》 진행자
- 2021년 4월 12일 : 아침마당 출연 (8859회 <그들의 수상한 이중생활> 출연)

## 수상 경력
- 1992년 : MBC 공로상
- 1995년 : 한국방송협회 ‘대전환 21’ 특별상
- 2004년 : 경희대학교 총동문회 경희방송인 대상

## 기타 활동
- 2005년 음원 <로케트를 녹여라> (작사·작곡·노래 최일구)
- 2006년 영화 《괴물》 아나운서로 까메오 출연
- 2013년 CF 아모레퍼시픽 프리메라 미라클 씨드 에센스 (안영미, 권혁수와 함께 출연)
- 2015년 영화 《스물》 앵커로 까메오 출연
- 2016년 영화 《판도라》에서 아나운서로 까메오 출연
- 2017년 음원 <인생 뭐 있니>

## 학력
- 서울교동초등학교 졸업 (75회)
- 서울 대성중학교 졸업 (4회)
- 대성고등학교 졸업
- 경희대학교 국어국문학과 졸업 (1979학번)